# Castillo de Santa Bárbara
El castillo de Santa Bárbara (en valenciano, Castell de Santa Bàrbara) es un castillo ubicado en el centro de la ciudad española de Alicante, sobre el monte Benacantil.
Esta mole rocosa tiene 167 m de altitud y linda con el mar Mediterráneo, lo que confiere al castillo un enorme valor estratégico, ya que desde la misma se divisa toda la bahía de Alicante y sus alrededores terrestres. La imagen de la montaña desde la playa asemeja una cara, por lo que recibe el nombre de «la cara del moro» y es un icono de la ciudad de Alicante.
En 1961, el castillo fue declarado monumento histórico-artístico,
por lo que es  Bien de Interés Cultural con categoría de  Monumento.
Hay historiadores que datan el origen del topónimo en las palabras bena, transcripción al árabe de pinna, 'peña' en latín, y de laqanti, adjetivo que proviene de Laqant, Alicante para los árabes.

## Historia

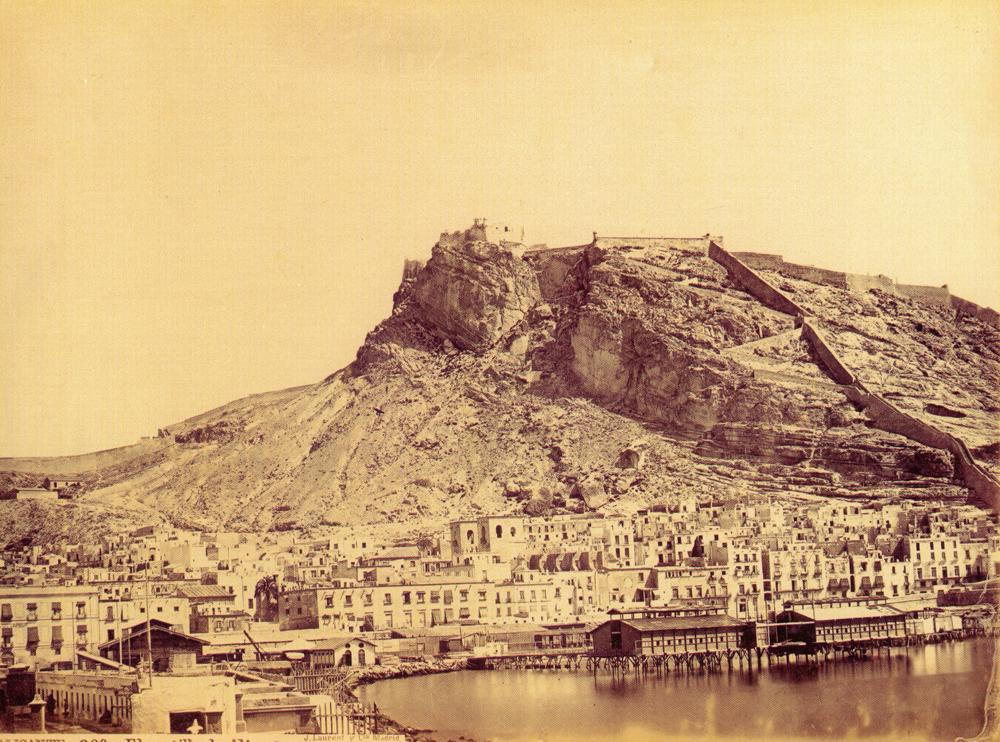
Castillo de Santa Bárbara en 1870. Foto de Jean Lauren (1816-1886).

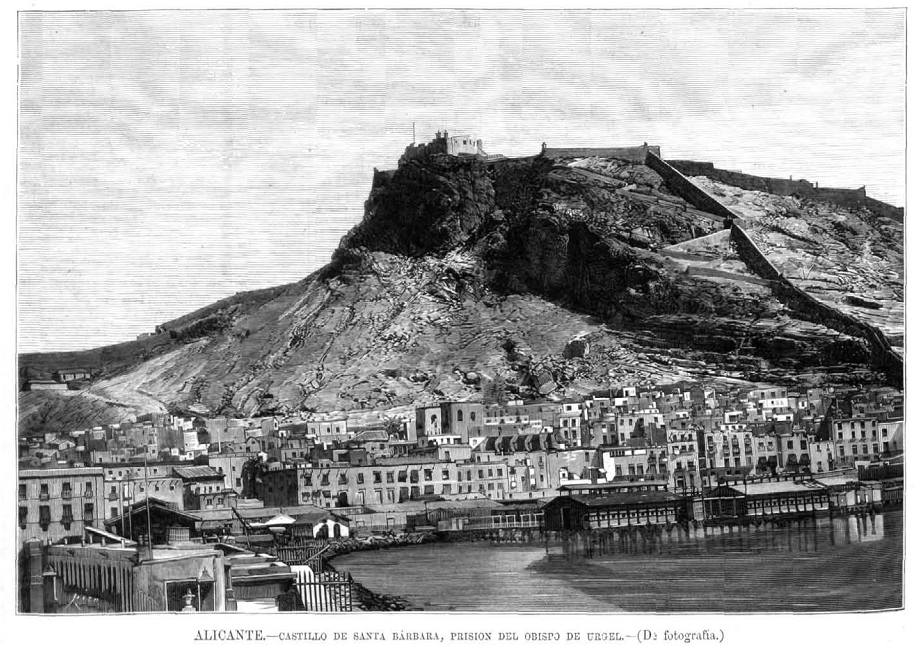
Castillo de Santa Bárbara, prisión del obispo de Urgel, en la revista española La Ilustración Española y Americana.

En sus laderas, se han encontrado restos arqueológicos de la Edad del Bronce, ibéricos y de la época romana, si bien el origen de la actual fortaleza hay que buscarlo a finales del siglo IX con la dominación musulmana.

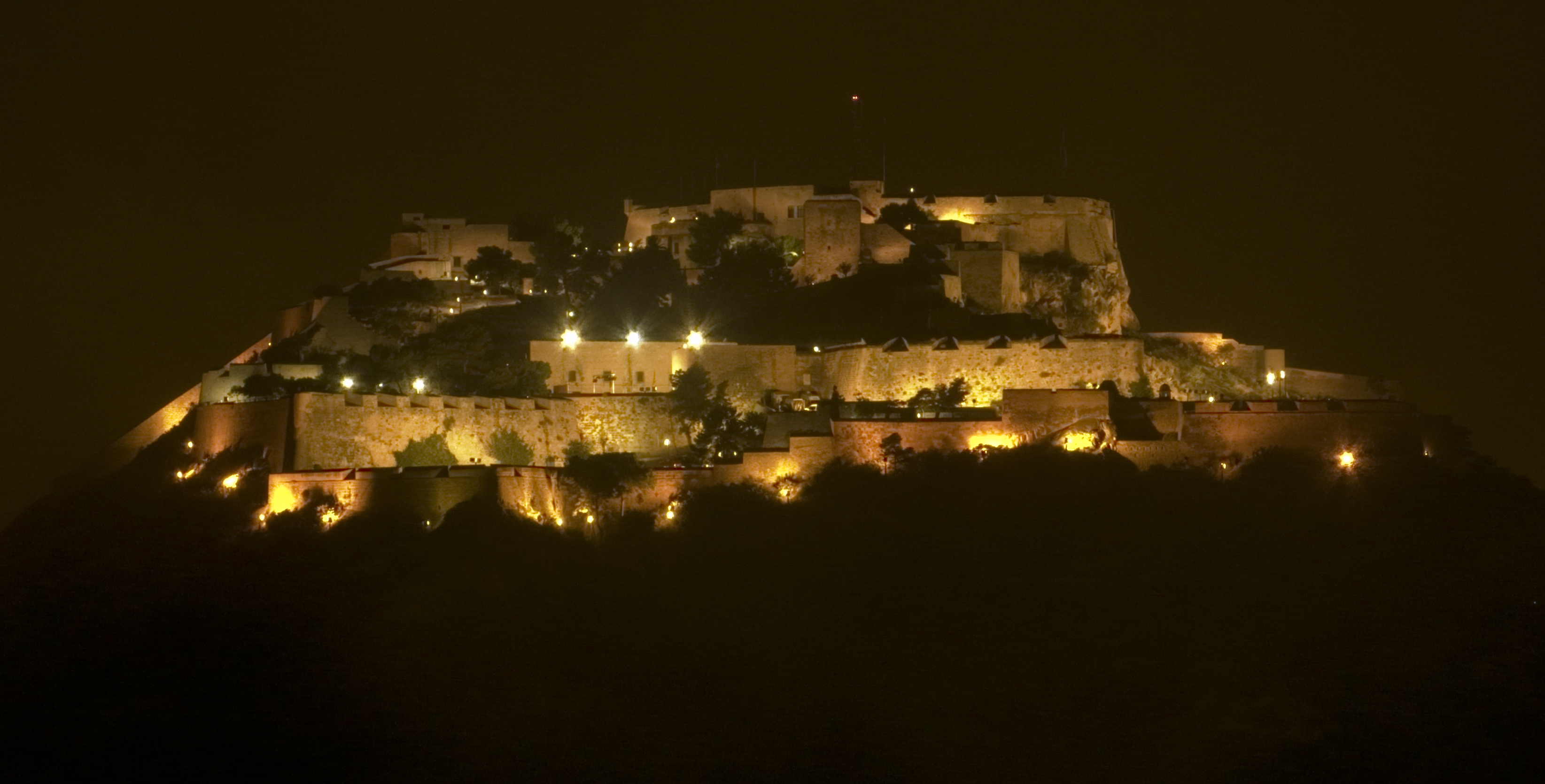
Vista nocturna del castillo desde la Sierra Grosa

Adquiere este castillo el nombre de Santa Bárbara porque el día de su festividad, 4 de diciembre de 1248, lo tomó a los árabes el infante Alfonso de Castilla, futuro rey Alfonso X el Sabio.
Tras una dura resistencia por parte de su alcaide Nicolás Peris, en 1296 Jaime II se posesiona de todo el recinto para la corona de Aragón y ordena su remodelación. Casi un siglo después, Pedro IV el Ceremonioso manda sea rectificado el recinto. A comienzos del siglo XVI, el rey Carlos I ordena su fortificación.

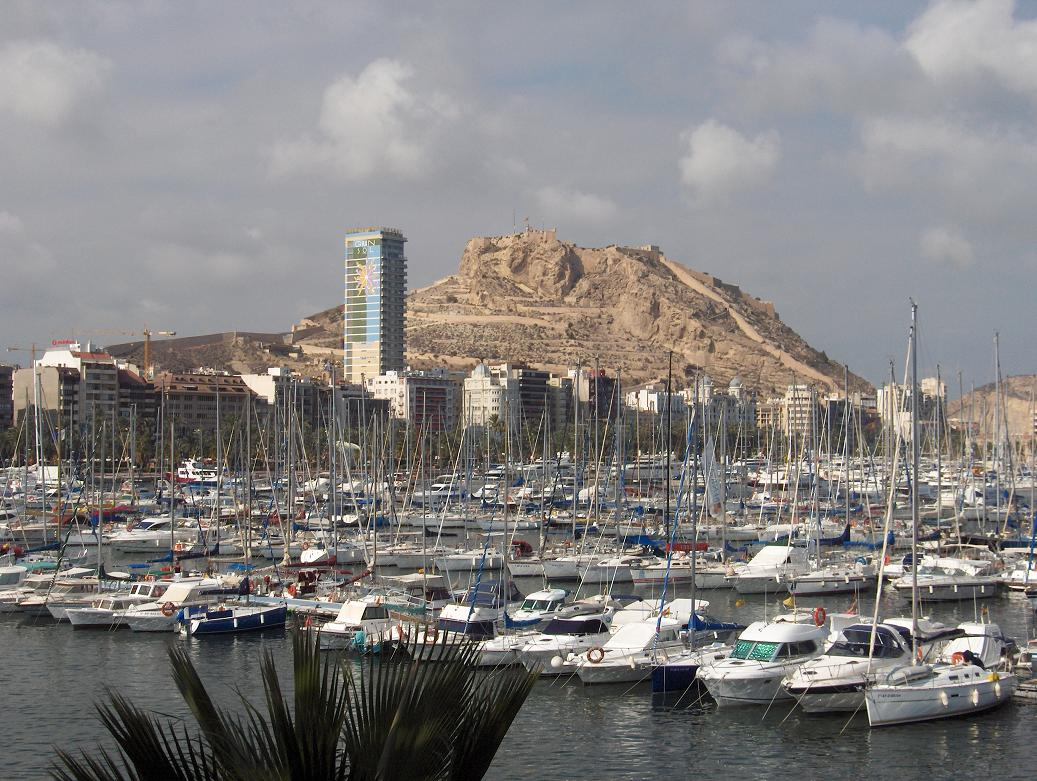
Ubicación del castillo en Alicante

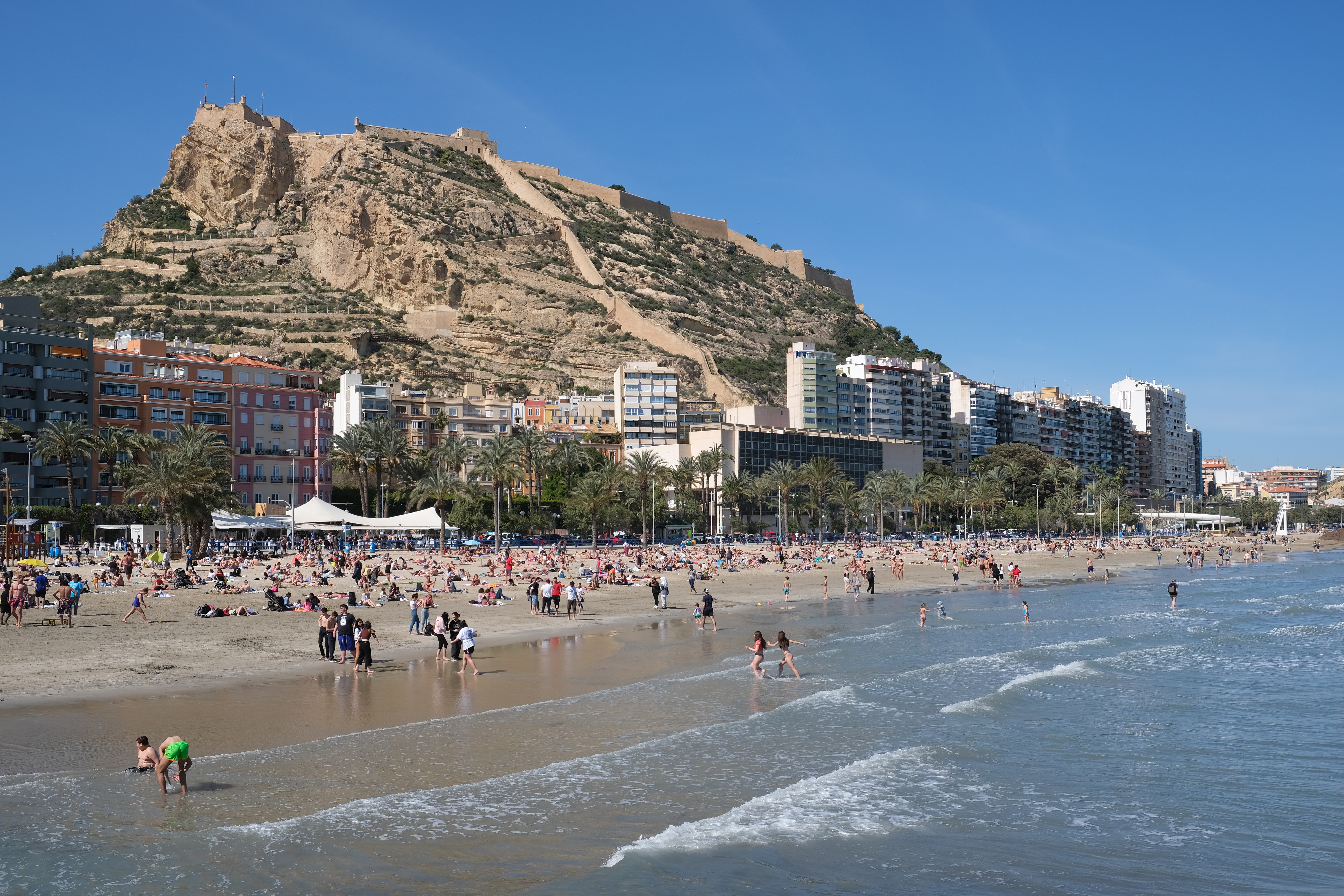
Monte Benacantil y castillo de Santa Bárbara vistos desde la playa del Postiguet.

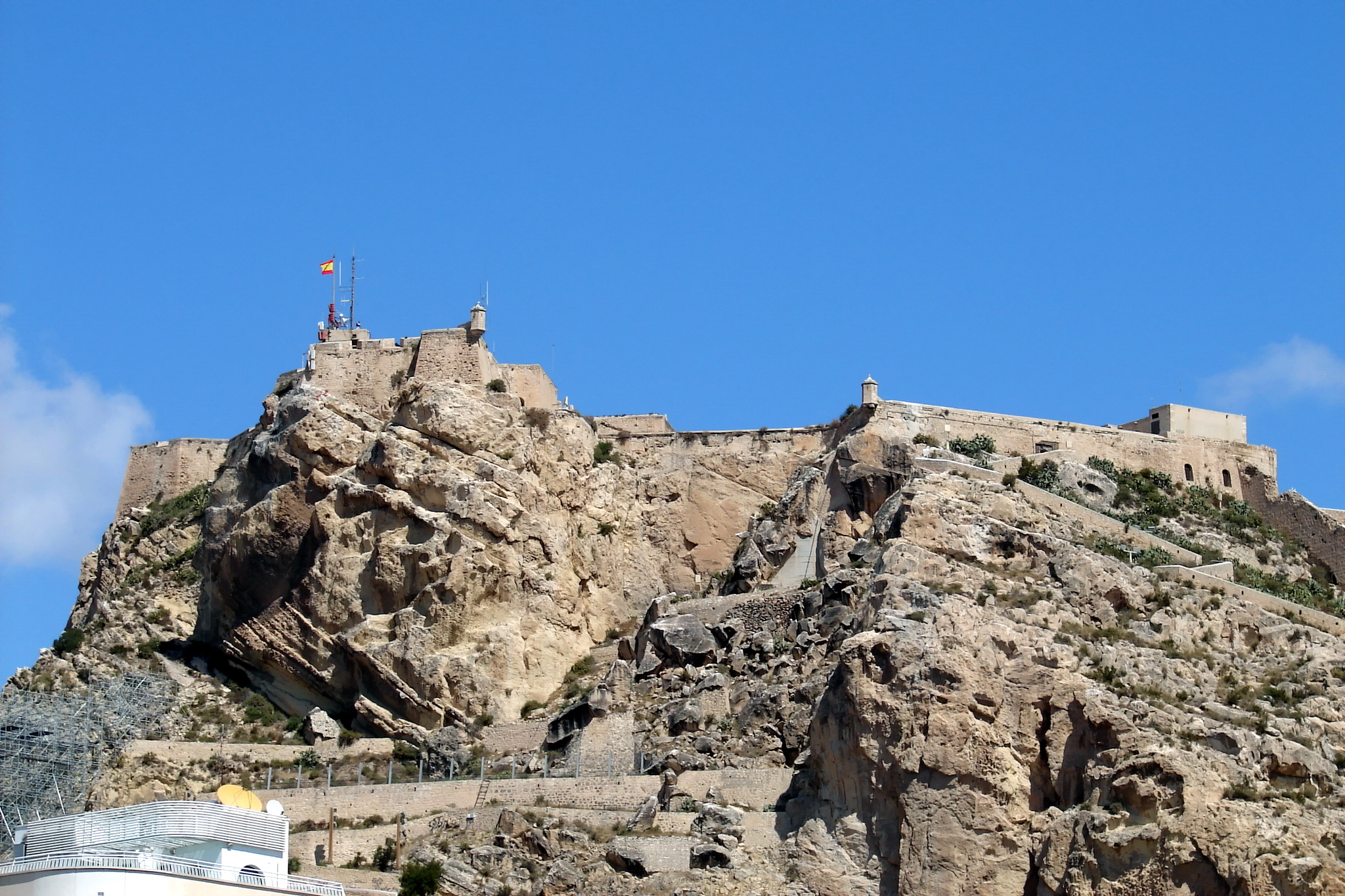
Monte Benacantil y castillo de Santa Bárbara vistos desde la playa del Postiguet.

Hasta el reinado de Felipe II no se produce la gran reforma del castillo, con el nombramiento de alcalde del castillo de Juan Coloma y Cardona, que promueve la construcción de las dependencias que en su mayoría hoy contemplamos. Duraron las obras de 1562 a 1580, según proyectos de Juan Bautista Antonelli y Giacomo Palearo «el Fratín».
Los bombardeos que sufrió Alicante en 1691 por la escuadra francesa y las acciones bélicas llevadas a cabo contra el castillo en el período 1706–1709, durante la guerra de Sucesión Española, en que estuvo en poder de los ingleses, afectaron gravemente a todo el recinto.
El 28 de enero de 1844, durante la Rebelión de Boné del coronel Pantaleón Boné, fue ocupado por las fuerzas liberales contrarias a la política del general Espartero. Juan Martín Arranz, militar amigo de Boné, traicionó su confianza entregando el castillo a las fuerzas de Espartero, que aplastaron la revuelta fusilando a Boné y a todos sus partidarios en el Malecón del puerto, levantándose más adelante en aquel preciso lugar el Monumento a los Mártires de la Libertad.
El castillo sufrió la última acción militar en 1873, cuando la «fragata blindada Numancia», en manos de rebeldes cantonalistas de Cartagena, lanzó sus proyectiles sobre la población y su castillo, que sería desartillado veinte años después.
Durante la guerra civil española sirvió para recluir primero a prisioneros afines al bando Nacional, y posteriormente a prisioneros afines a la Segunda República, la mayoría procedentes del puerto de Alicante y del campo de concentración de Los Almendros. Todavía hoy pueden apreciarse las marcas y grabados de aquellos prisioneros en algunas de las zonas del castillo. Estuvo funcionando como campo de concentración franquista hasta finales de 1939.
Hasta 1963, en que fue abierto al público, estuvo en una situación de abandono. Fue en ese año cuando se inauguraron los dos ascensores que hacen un recorrido por dentro de la montaña de 142,70 metros y a los que se accede por un túnel de 204,83 m de longitud que nace en la avenida de Jovellanos, frente a la playa del Postiguet.

## Recintos del castillo

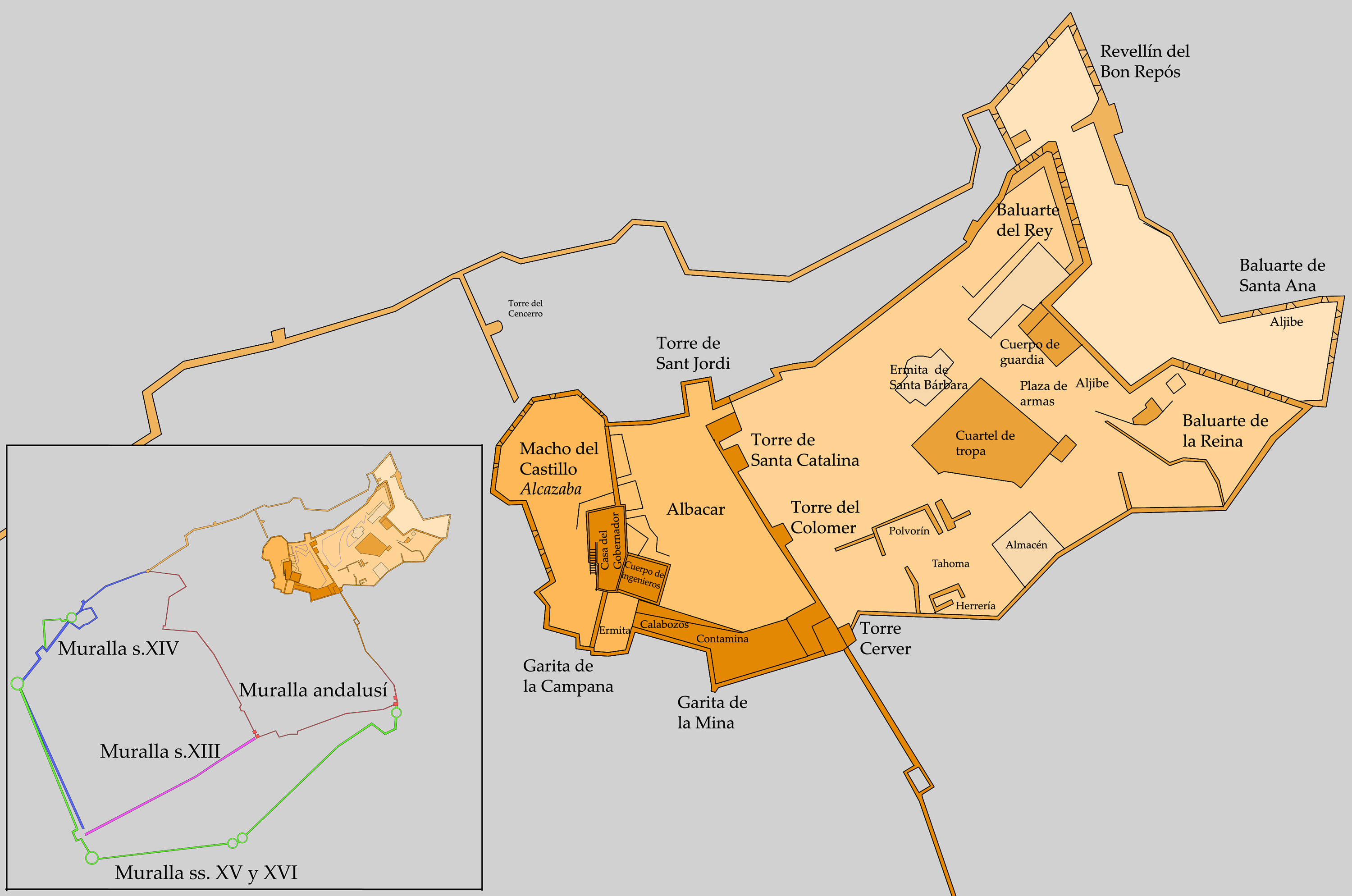
Plano de la fortaleza y su relación con las murallas de la ciudad

El castillo consta de tres recintos bien diferenciados:
- El primero de ellos es el más alto, y se le conoce por «La torreta» al encontrarse en él la vieja Torre del Homenaje. Tiene los vestigios más antiguos de toda la fortaleza, unos basamentos de los siglos XI al XIII. En este recinto contemplamos, entre otros, el llamado Baluarte de los Ingleses, así como otras dependencias: Parque de Ingenieros, Sala Noble, que fuera hospital, Casa del Gobernador, etc. La explanada más elevada es conocida como «Macho del Castillo»; en ella estuvo la antigua alcazaba.

- El recinto intermedio corresponde a las dependencias más importantes concluidas en 1580: Salón Felipe II, antiguo Cuerpo de la Tropa frente al amplio Patio de Armas a cuyas espaldas se hallan las ruinas de la ermita de Santa Bárbara, Cuerpo de Guardia, Baluarte de la Reina, etc.

- Del siglo XVIII data el recinto inferior donde encontramos el Revellín del Bon Repós, que hace actualmente las funciones de aparcamiento y en el que se ubica el monumento al ilustre militar alicantino Félix Berenguer de Marquina, quien fuera capitán general de Filipinas y virrey de la Nueva España. El gran escudo de mármol blanco (siglo XVIII) que hay sobre la puerta de acceso al segundo recinto se hallaba en el Real Consulado del Mar, edificio destruido por una explosión.

En su interior se encuentra el Museo de la Ciudad de Alicante (MUSA), integrado por cinco salas que se complementan con el Aljibe renacentista.
En la actualidad, algunas zonas del castillo están siendo restauradas.

## Galería de imágenes

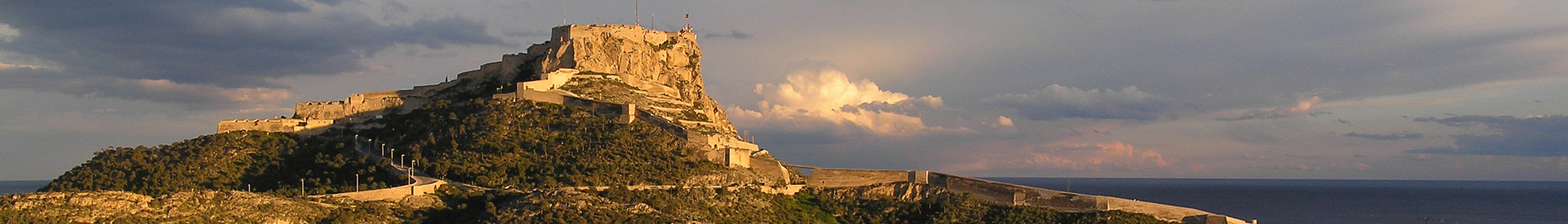
Panorámica del castillo

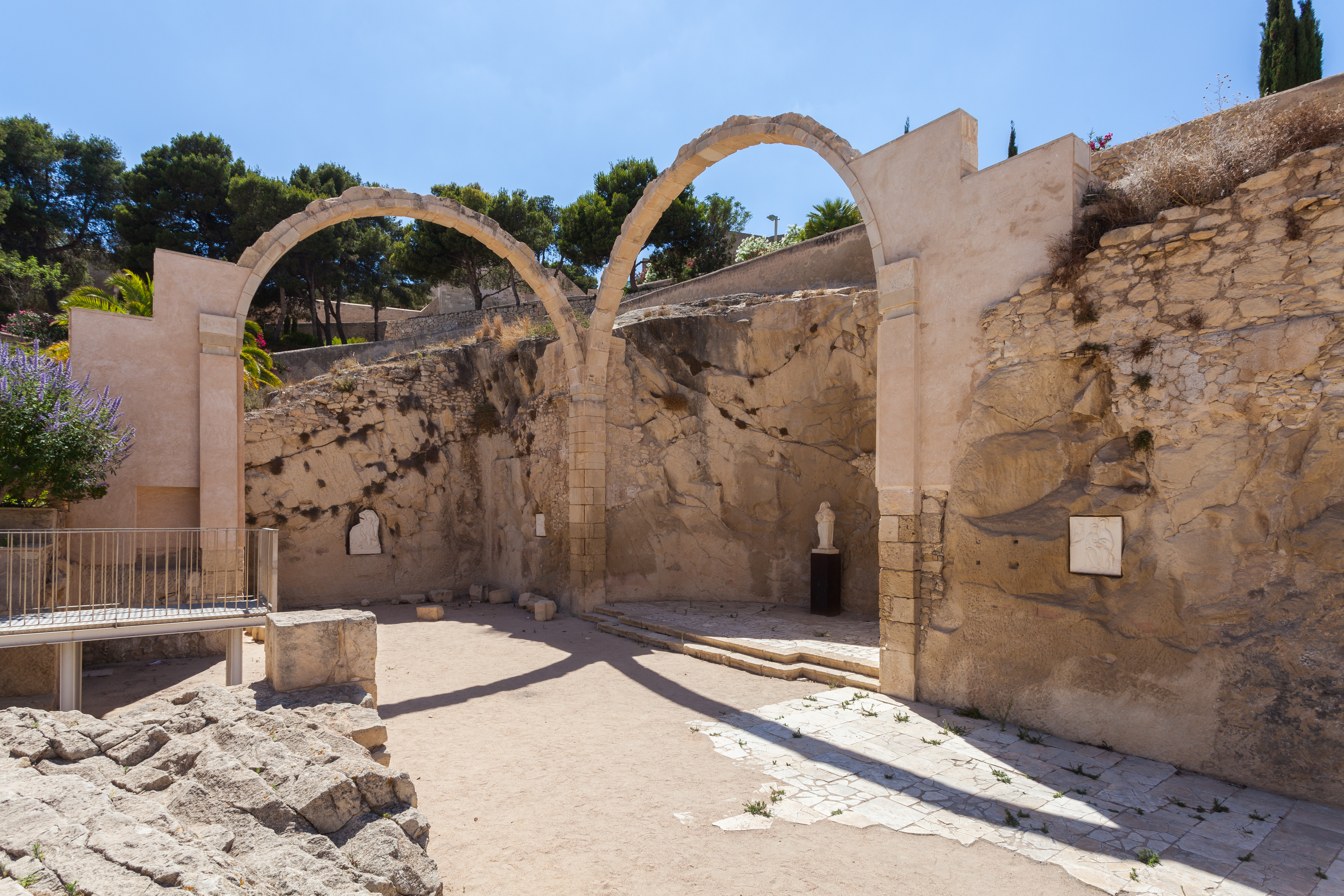
Restos de la iglesia
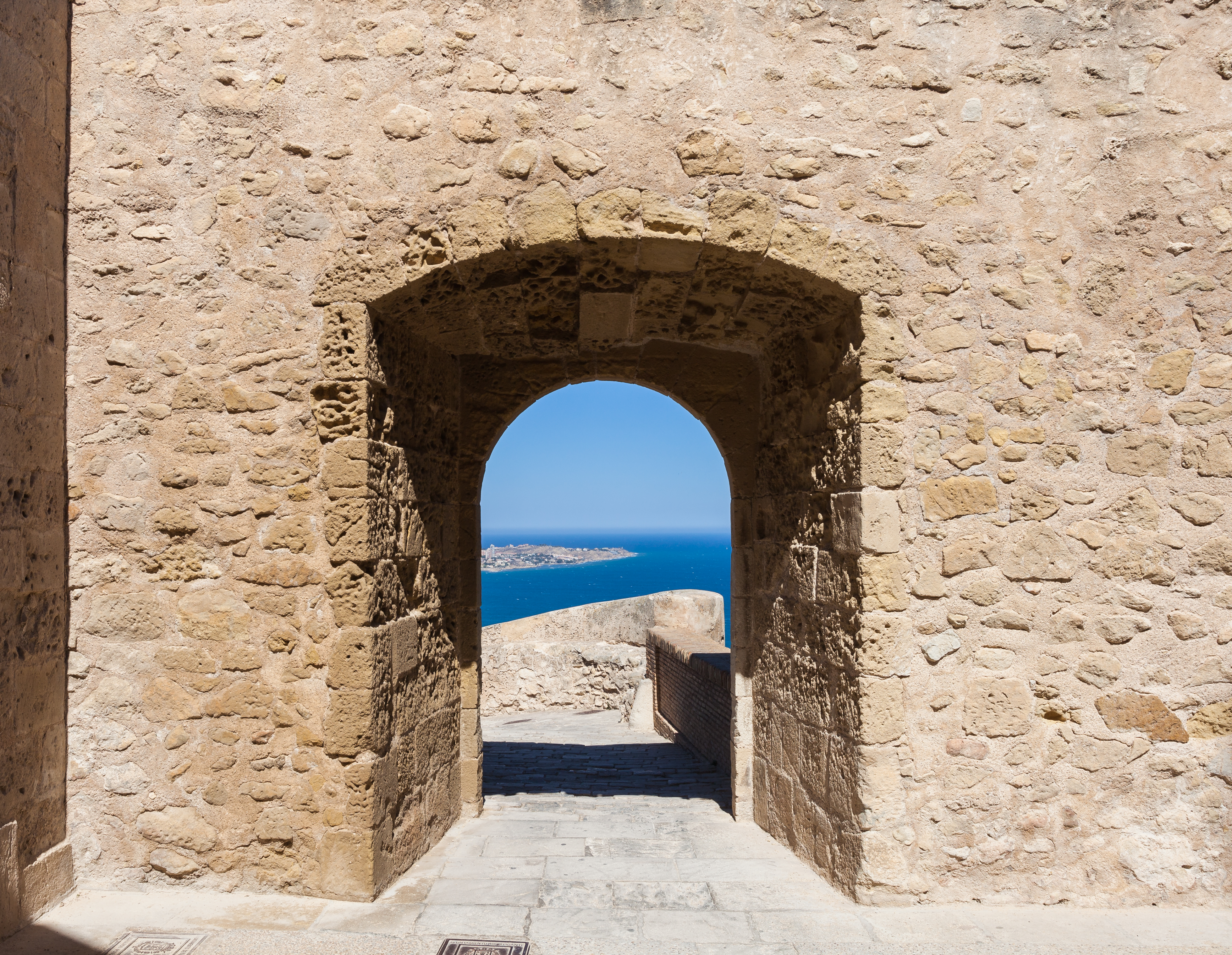
Puerta del muro del castillo
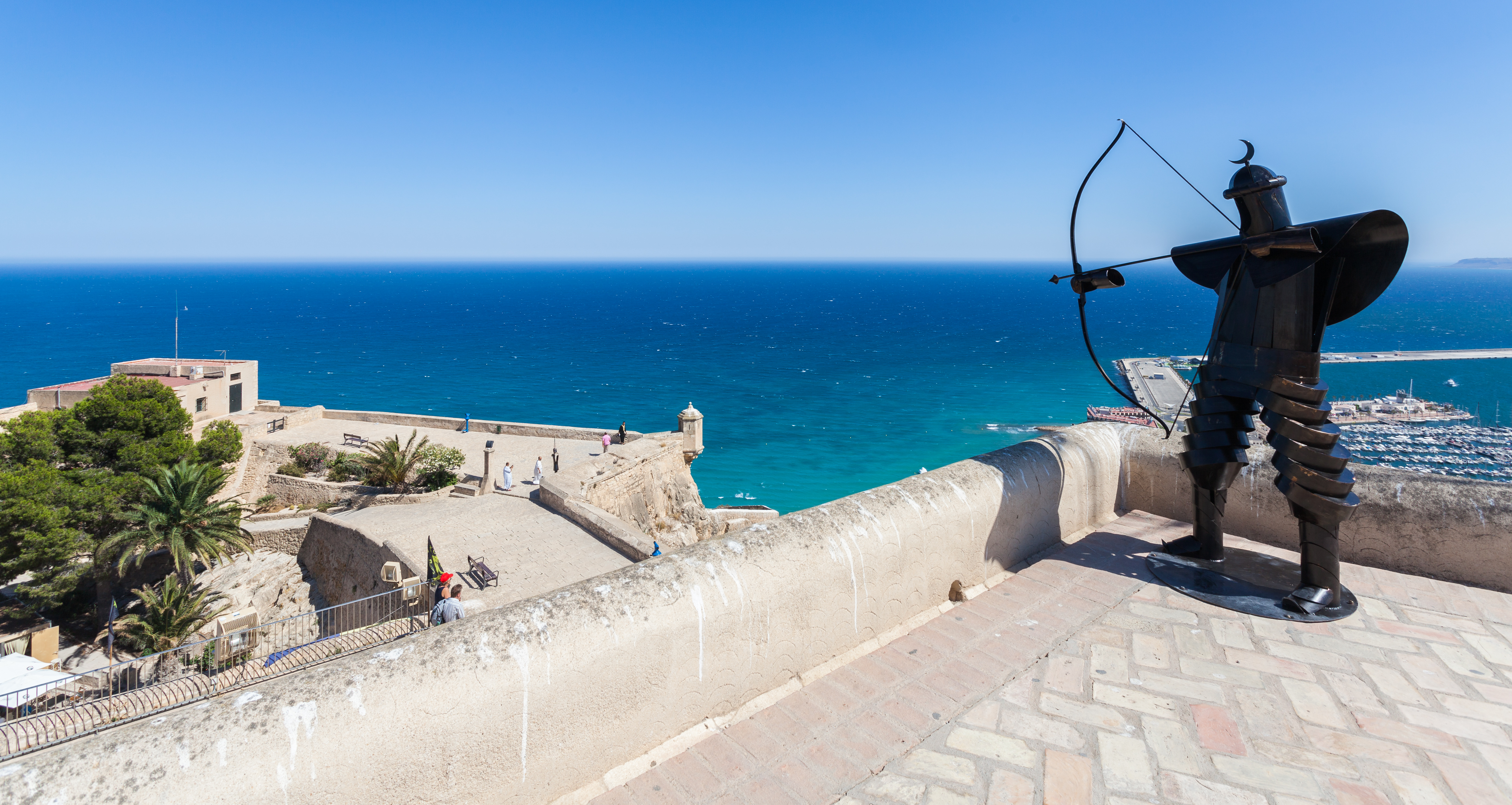
Escultura de un arquero
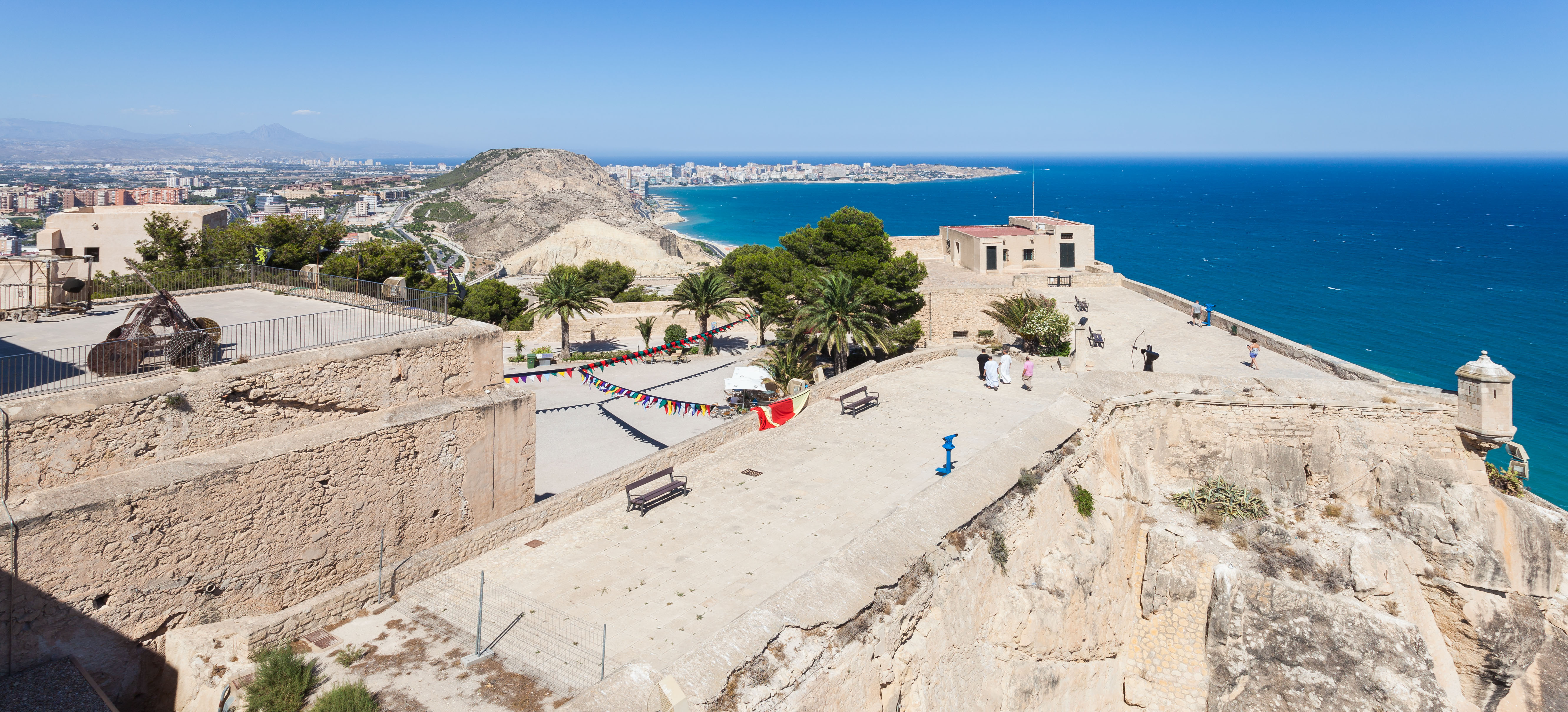
Vista desde la planta superior
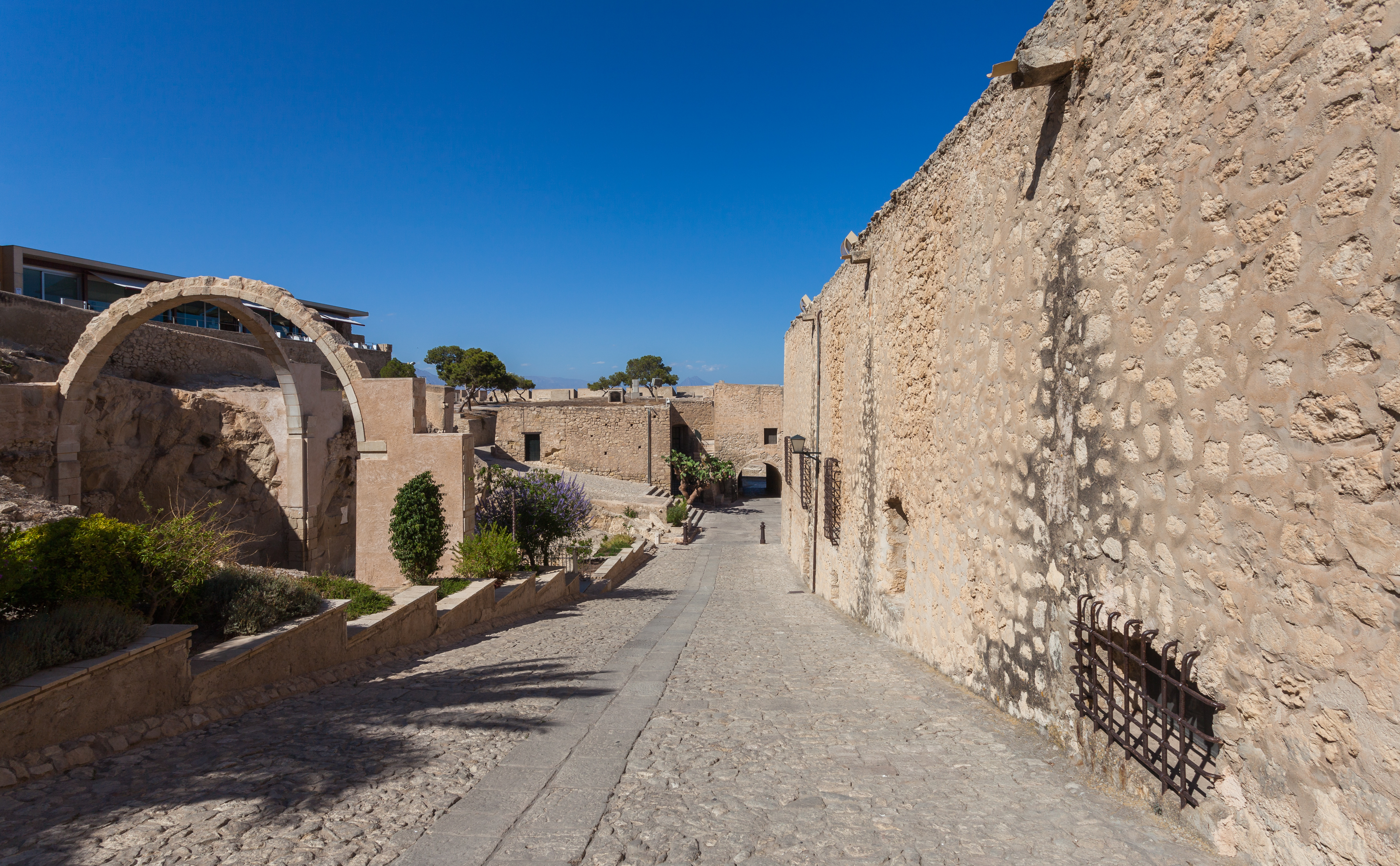
Vista del interior del castillo
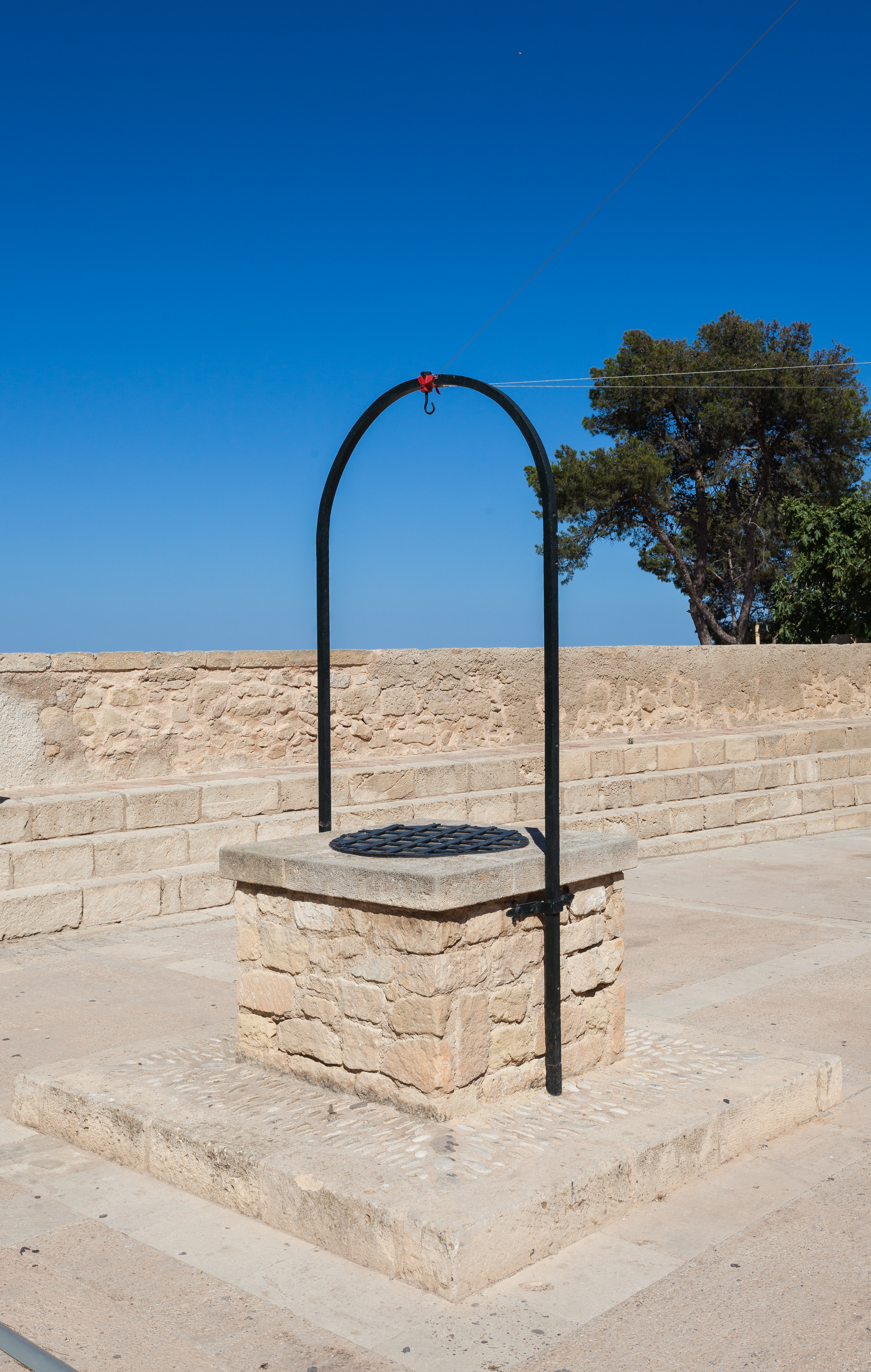
Pozo
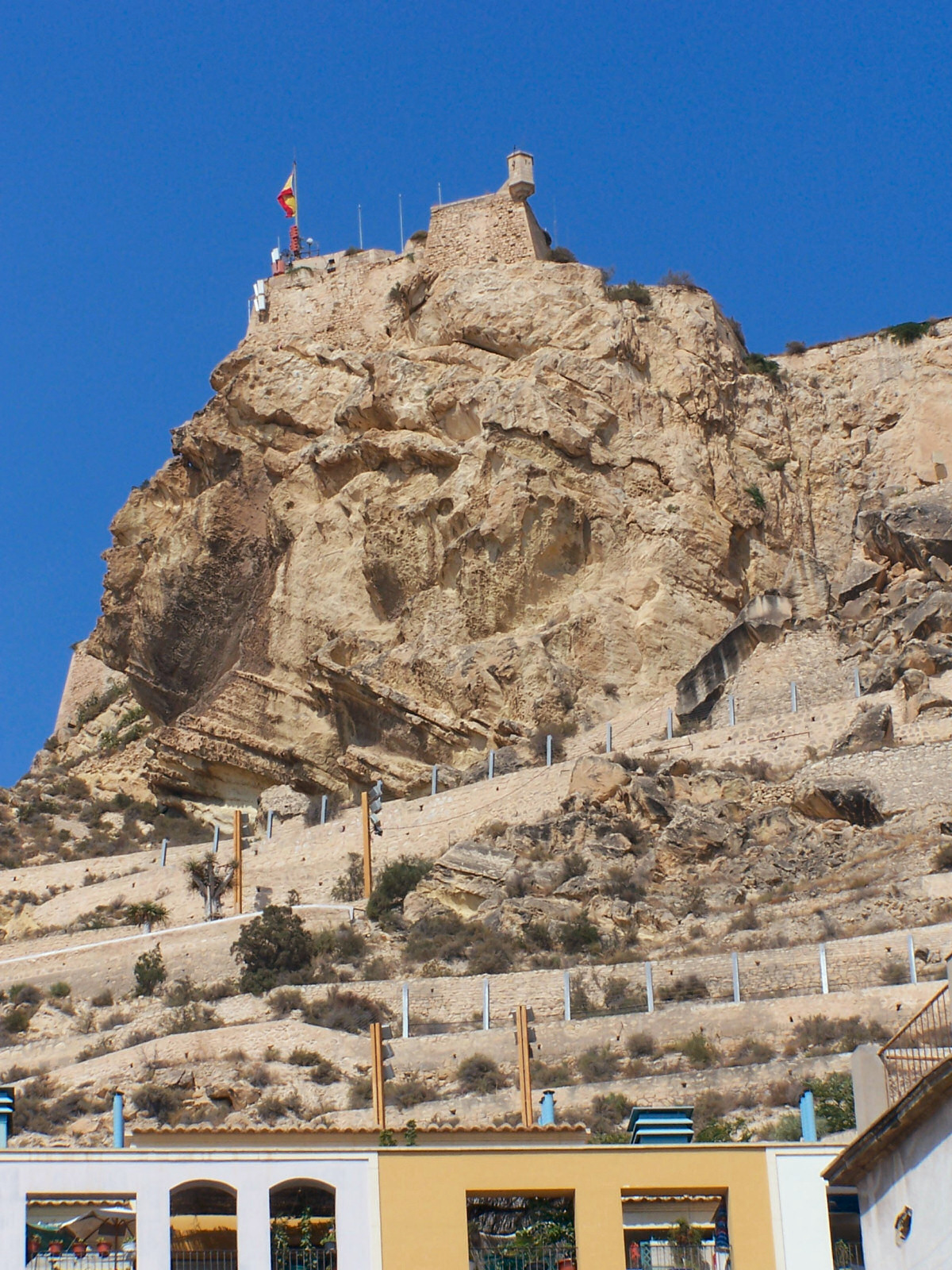
Vista del Castillo desde el barrio de la Santa Cruz donde se puede apreciar la «cara del moro»
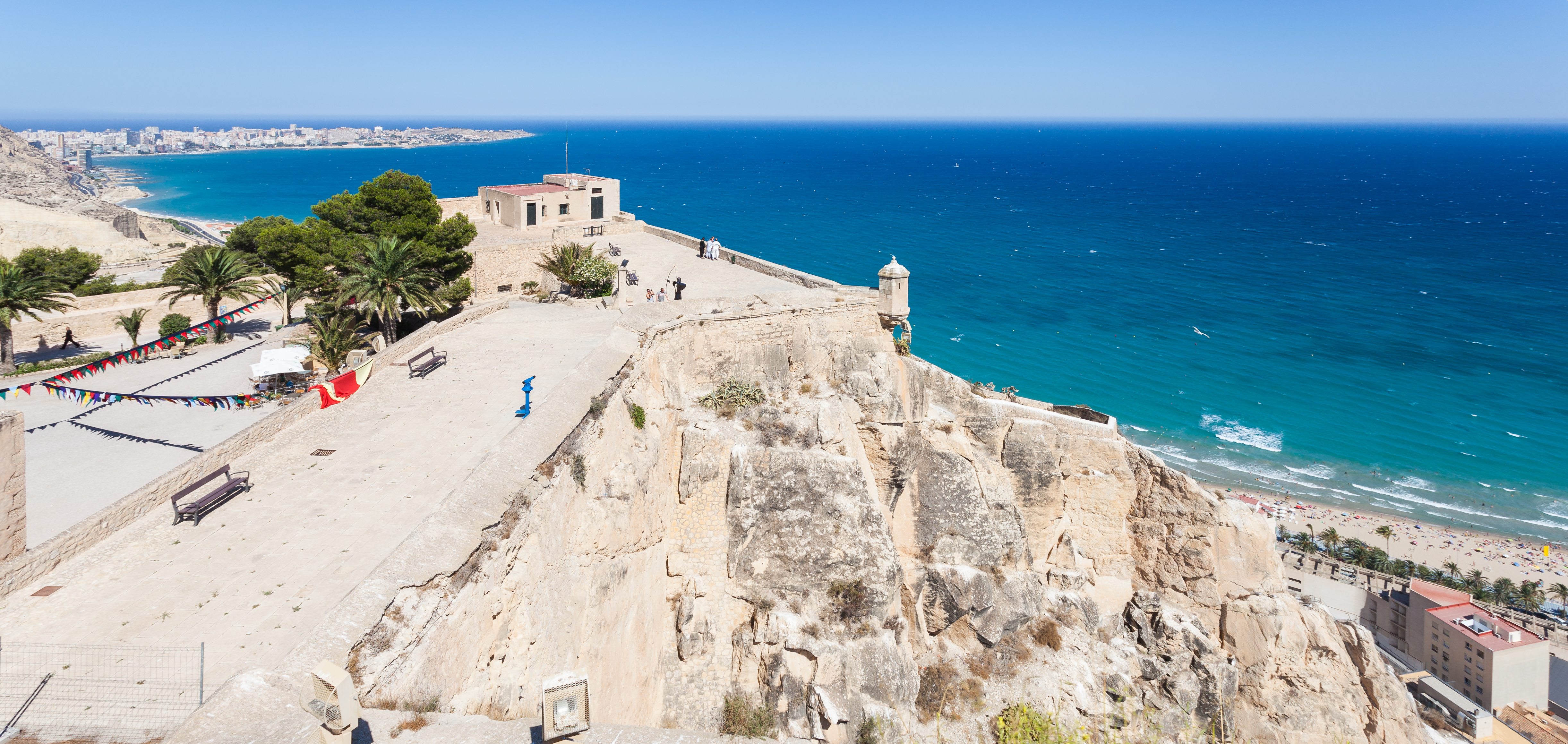
Vista del interior.